# Venturia canescens
Espèce
Synonymes
- Campoplex canescens Gravenhorst, 1829

Venturia canescens est une espèce de guêpes parasitoïdes, de la famille des Ichneumons (sous-famille des Campopleginae). 

## Systématique
L'espèce Venturia canescens a été décrite pour la première fois en 1829 par Johann Gravenhorst sous le protonyme Campoplex canescens,.

## Étymologie
L'épithète spécifique vient du latin canescens et signifie « blanchissant ; qui devient blanc ».

## Reproduction
La femelle Venturia canescens pond ses œufs dans la chenille du papillon Ephestia kuehniella. Elle les protège du système immunitaire de la chenille de deux façons :
- d'une part les œufs du parasitoïde sont recouverts d'une protéine homologue de la protéine P42 synthétisée par la chenille et présente dans ses hémocytes (ses cellules immunitaires), ce qui les rend quasi invisibles au système immunitaire ;
- d'autre part la guêpe injecte dans le corps de la chenille, en même temps que ses œufs, des particules pseudovirales (VLP, pour l'anglais virus-like particle) qui infectent les hémocytes de la chenille et les inactivent. Les VLP sont constituées d'une enveloppe virale, codée dans les ovaires par l'ADN vestigial d'un nudivirus (en) (intégré dans le génome de la guêpe), renfermant des protéines immunosuppressives (codée par une autre zone du génome)[4],[5].

## Publication originale
- (la) I. L. C. Gravenhorst, Ichneumonologia Europaea : Pars III, continens Pimplas, Metopios, Bassos, Banchos, Ophiones, Hellwigias, Acaenitas, Xoridas, et supplementa, vol. 3, Bratislava, 1829, 1098 p. (lire en ligne), p. 555-556.